# Adolf Castle
Adolf Castle — российская хэви-метал-группа из Москвы.

## История группы
Группа «Adolf Castle» образовалась в марте 1992 года в составе: Дилан Трой — вокал, Кирилл Тор — гитара, Данила Захаренков — бас, Йорик Стрижевский — гитара, Александр Медовкин — барабаны.
Первый концерт группы прошёл 22 декабря 1992 г. в знаменитом клубе Sexton Fozd. С самого начала определилась направленность группы — ориентация на классический хард-н-хэви с элементами спид-метал и трэша. Зимой 1993-го были записаны песни «Fritz Und Hans» и «Crazy Germans». В 1994 году группа приступила к записи дебютного альбома, которая, растянулась на год и повлекла за собой определённые изменения среди участников коллектива — Йорика Стрижевского и Александра Медовкина заменили соответственно Вольф Хантер и Патрик.
Дебютный альбом группы Really Crazy Germans был выпущен в 1994 сразу на нескольких лейблах. Стиль альбома представляет собой смесь хэви-метала и пауэр-метала, однако в нём присутствуют также элементы фолк-метала: в записи была использована, в частности, волынка. Песня же «Oh' Grand Old Alaric» использует стилистику немецкого марша. В мелодику активно вплетаются народные славянские и кельтские мотивы. При этом лидер группы Дилан Трой высказался, что «это был голимый хеви-металл с уклоном в ту или иную сторону, поскольку это были не 80-е, то были штрихи и от пауэр и от треша и от спида, было все, но при этом по сути это чистой воды хэви-металл».
После этого Adolf Castle покинул вокалист Дилан Трой, решивший заняться сольной деятельностью. Группа под названием Castle много выступала с акустической программой «Stonehenge», где в качестве вокалиста выступал Вольф Хантер, но прекратила своё существование в 1999 году.
После участия в проекте Russian Tribute to Manowar в 2004 году участники группы решили возродить проект. Сообщалось, что готовится к изданию альбом Hail To Russia.
В 2014 году альбом Really Crazy Germans был переиздан фирмой Metal Race Records. Всеволод Баронин назвал этот альбом «одним из важнейших альбомов в истории отечественной тяжелой музыки». Дмитрий Бебенин характеризуя стиль группы описывает его как пауэр-метал органично сочетающийся с мотивами ирландских плясовых и немецкого кабаре.

## Состав 1995 года
- Dylan Troy (Дмитрий Монахов) — вокал
- Cyril Thor (Кирилл Зайцев) — гитара
- Frederick Atilla (Вячеслав Федин) — бас-гитара (также — группа «Харон»)
- St. Patrick — ударные (также — группа Heller)
- Wolf Maria Hunter (Владимир Нечаев) — гитара (впоследствии — группа «Натиск»)

В разное время в группе играли:
- Данила Захаренков — бас-гитара (Чёрный обелиск, Э. С. Т., Д.И.В., Trizna)
- Андрей Штарев (Немец) — бас-гитара
- Йорик Стрижевский (Юрий Лахметкин) — гитара
- Александр Медовкин (Тритон) — ударные (экс-Новый Завет, экс-Коррозия Металла)

## Дискография
| 1994 — Really Crazy Germans |
| --- |
| 1. Crazy Germans (04:38) 2. Gallow Tree (04:59) 3. Heart Of The Spring (05:13) 4. Oh' Grand Old Alaric! (01:55) 5. Russian Polizei (04:44) 6. Fall In Hate (01:55) 7. Crowned By The Sun (03:56) 8. Fat Mad Marta (04:08) 9. Iron Riders (04:14) 10. Vilissa (03:19) 11. The Great Attila Inversion (01:52) 12. Fritz Und Hans (Live In Dortmund) (05:13) 13. Brothers In Metal (04:30) |